# Neolophonotus marshalli
Neolophonotus marshalli är en tvåvingeart som beskrevs av Hobby 1934. Neolophonotus marshalli ingår i släktet Neolophonotus och familjen rovflugor.
Artens utbredningsområde är Zimbabwe. Inga underarter finns listade i Catalogue of Life.